# Belén (Boyacá)
Belén là một thị xã và đô thị ở Boyacá Department, Colombia. Belen cũng thuộc tỉnh Tundama một phân vùng của Boyaca.